# Adolfo Roitman
Adolfo Daniel Roitman (en hebreo: אדולפו רויטמן‎; Buenos Aires, Argentina, 13 de junio de 1957) es un arqueólogo y experto en religiones comparadas argentino e israelí. Desde 1994 es el curador de la colección de manuscritos del Mar Muerto y director del Santuario del Libro del Museo de Israel desde donde impulsó la plataforma que muestra los manuscritos en línea para todo el mundo.

## Biografía
Hijo de Susana y Manuel Roitman, un sanjuanino oriundo de la localidad de General San Martín, Roitman nació y creció en la comunidad judía del barrio porteño de La Paternal, y estudió en la Universidad de Buenos Aires. En 1986 se graduó de rabino en el Seminario Rabínico Latinoamericano para posteriormente emigrar a Israel, hablando ya hebreo y con su tesis de doctorado basada en el libro de Judit.
Con este bagaje consiguió el puesto de conservador de los manuscritos del Mar Muerto, ocupándose de cueros como había hecho su abuelo, que fue zapatero en la Ciudad de San Juan, municipio en el que Adolfo Roitman fue nombrado visitante ilustre en 2017. Estuvo casado, y tiene tres hijos, vive en Israel, habla y escribe en español, inglés y hebreo.
En 2019 se estrenó en Argentina Paternal, documental del director Eduardo Yedlin sobre Adolfo Roitman, que lleva a la pantalla su trayectoria desde ese barrio porteño hasta llegar a custodiar los manuscritos del Mar Muerto.

## Trayectoria
En 1980 obtuvo la licenciatura cum laude en antropología y un título de profesorado en historia por la Universidad de Buenos Aires. Continuó sus estudios de máster, finalizándolos en 1985, con la calificación de cum laude, en Religión Comparada por la Universidad Hebrea de Jerusalén, donde también obtuvo el doctorado en Pensamiento Judío Antiguo . Fue profesor de Religión Comparada en la Universidad Hebrea de Jerusalén y de Pensamiento Judío Antiguo en el Instituto Schchter de Estudios Judíos. A través de uno de los jueces de su tribunal de doctorado, tuvo noticia de la convocatoria y se presentó al puesto de curador y director del Santuario del Libro, donde sirve desde 1994 como Curador Lizbeth and George Krupp de los Manuscritos del Mar Muerto y Director del Santuario del Libro en el Museo de Israel.
Como curador, Roitman se encargó de cuidar la salud física de los manuscritos a su cargo y, además, de investigarlos, publicarlos y difundir su contenido por medio de publicaciones, exposiciones o proyectos educativos, desarrollando nuevas estrategias, como la producción de la película dramática sobre la comunidad del Mar Muerto, llamada The Human Sanctuary o una película de dibujos animados sobre los manuscritos para niños. The Human Sanctuary (Santuario Humano), está disponible en internet y, aunque no es documental, va mostrando en la pantalla información sobre el lugar y la época en la que vivió la comunidad que guardó los manuscritos del Mar Muerto. Su objetivo fue encontrar distintos lenguajes para distintos tipos de públicos, desarrollando programas formativos para alumnos de secundaria, o comisariando exposiciones, como la destinada a la divulgación de la nano Biblia, la Biblia más pequeña del mundo.
De entre todas estas nuevas estrategias cabe destacar la digitalización de los manuscritos y su puesta a disposición de la mano de Google desde septiembre de 2011, dejando de estar reservada a los investigadores la posibilidad de leer los manuscritos. Roitman escribió los textos que acompañan los rollos en Internet y que incluyen datos sobre su descubrimiento en las cuevas de Qumrán, y el fotógrafo Ardon Bar Hama realizó las imágenes, al tiempo que los ingenieros de Google desarrollaban la plataforma en la que se iban a alojar, y un equipo del Museo de Israel trabajaba para integrar ese desarrollo a su portal de internet.
Ha participado en congresos y simposios internacionales, y también ha sido profesor visitante en instituciones académicas, como la Universidad de Buenos Aires, la Universidad Hebrea de Jerusalén, la Universidad de Nueva York, la Universidad Complutense de Madrid, El Colegio de México, la Universidad Anáhuac México, la Universidad Hebraica en México, la Universidad Presbiteriana Mackenzie en Sao Paulo o la Pontificia Universidad católica de Santiago de Chile. Asimismo, es autor de diversos artículos en revistas profesionales, así como también de ensayos de carácter popular.
El 30 de junio de 2024, dejó de ser el curador de los Rollos del Mar Muerto luego de 30 años.

## Obras
Entre sus libros publicados cabe destacar  la edición de A Day At Qumran: The Dead Sea Sect and Its Scrolls, publicado por la editorial The Israel Museum, Jerusalén (1998). El primero publicado en España fue Sectarios de Qumrán: Vida cotidiana de los esenios, publicado en el año 2000 por Ediciones Martínez Roca.
Participó en la edición de Envisioning the Temple: Scrolls, Stones, and Symbols (2003 Roitman, Laderman), en la de The Bible in Shrine of the Book From the Dead Sea Scrolls to the Aleppo Codex publicado en el 2006 y en The Dead Sea Scrolls and Contemporary Culture, editado por  Adolfo D. Roitman, Lawrence H. Schiffman And Shani Tzoref y publicado por la editorial Brill en 2011.
En La Biblia, Exegesis y religión, publicado por Verbo Divino, planteó una lectura crítico histórica del judaísmo, y cambió la fecha de inicio del monoteísmo situándola en una fecha más temprana de lo establecido hasta entonces y acercándola a los siglos VIII y VI antes de Cristo, de acuerdo con la versión aceptada por los estudiosos actuales acerca de la larga gestación que tuvo la imagen de un Dios único.
En 2016 la editorial Verbo Divino saca a la luz Del tabernáculo al templo. Sobre el espacio sagrado en el judaísmo antiguo.

## Premios y reconocimientos
Entre sus reconocimientos son de destacar su nombramiento como doctor honoris causa, por el Rocky Mountain College de Estados Unidos en 2005 y la Medalla de Oro concedida por la Facultad de Humanidades de la Universidad Anáhuac, en México, D.F. en 2014.
En el año 2017, obtiene su segundo título de doctor honoris causa por la Universidad Católica de Cuyo, San Juan, Argentina.